# General Dynamics F-16XL
General Dynamics F-16XL — модификация истребителя F-16 Fighting Falcon с треугольным крылом типа «изогнутая стрела». В 1981 году самолёт участвовал в конкурсе на усовершенствованный тактический истребитель (ETF) ВВС США, но проиграл F-15E Strike Eagle. Два прототипа были отложены до 1988 года, когда их передали НАСА для аэродинамических исследований. Оба самолёта были окончательно выведены из эксплуатации в 2009 году и хранятся на авиабазе Эдвардс.

## Разработка

### SCAMP
Вскоре после победы в программе лёгких истребителей компания General Dynamics Fort Worth начала исследование возможных модификаций F-16 с целью улучшения характеристик как в воздушном бою, так и при атаках наземных целей, сохраняя при этом преемственность с базовой моделью F-16A. Под руководством Гарри Хиллакера, разработчика оригинального F-16, был начат проект сверхзвукового крейсерского и маневренного прототипа (SCAMP). Рассматривались различные конструкции крыла, включая крыло обратной стреловидности, но в итоге было выбрано крыло типа «изогнутая стрела» (аналогичное крылу Saab 35 Draken), благодаря его высокой эффективности на сверхзвуковых скоростях.
Компания тесно сотрудничала с Исследовательским центром НАСА в Лэнгли и инвестировала значительные средства в научно-исследовательские и опытно-конструкторские работы (НИОКР), включая испытания в аэродинамической трубе. В течение нескольких лет конструкция дорабатывалась, и к концу 1980 года был создан окончательный вариант F-16XL.

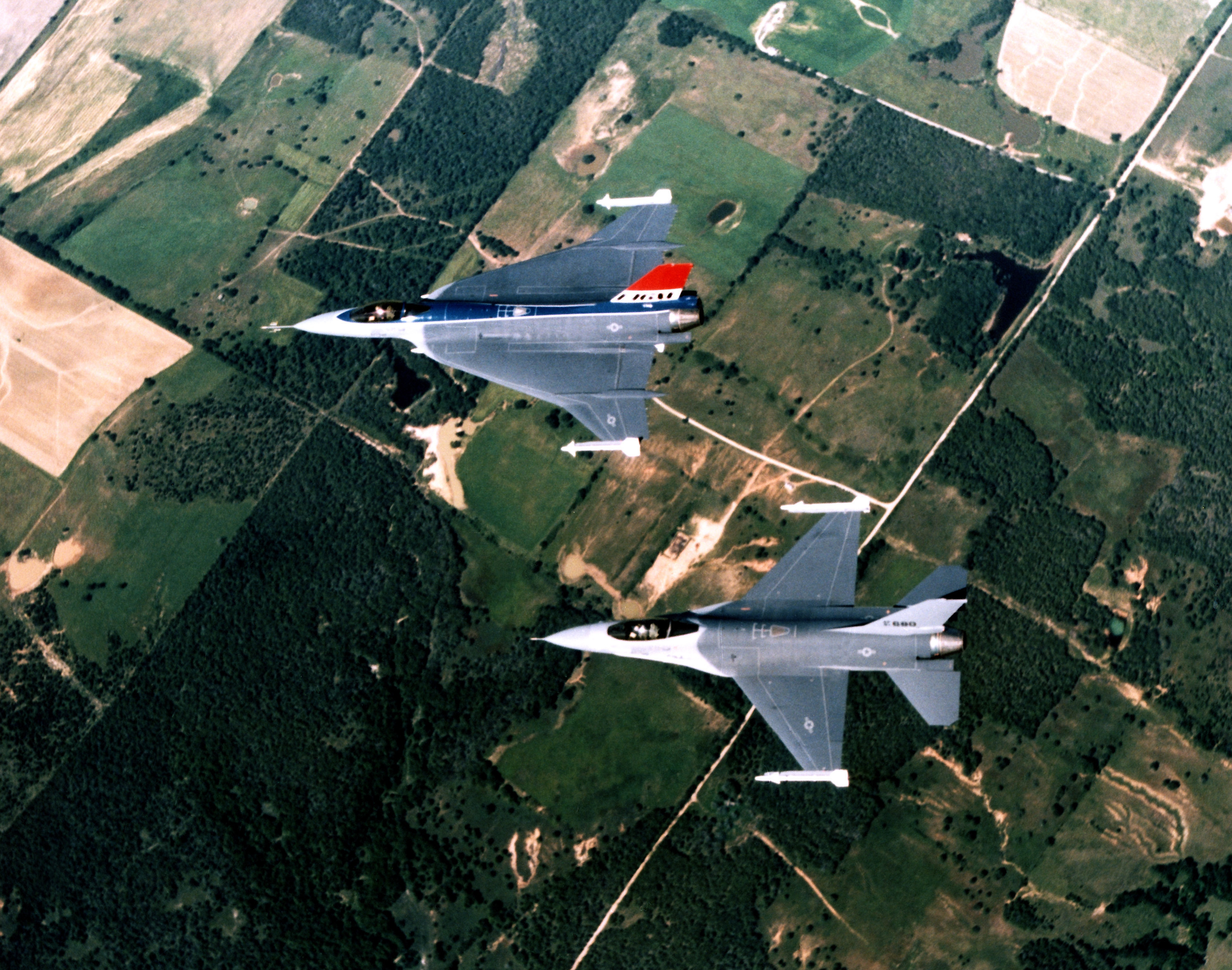
F-16XL и обычный F-16

### Конкурс на усовершенствованный тактический истребитель
В 1980 году ВВС США стали партнёром проекта, предоставив для переоборудования фюзеляжи третьего и пятого серийных F-16. Эти два фюзеляжа стали единственными экземплярами F-16XL.
В марте 1981 года ВВС США объявили о программе Enhanced Tactical Fighter (ETF) для замены F-111 Aardvark. Концепция предполагала создание самолёта, способного выполнять задачи глубокого проникновения без необходимости в дополнительной поддержке, такой как истребители сопровождения или средства радиоэлектронной борьбы. General Dynamics представила F-16XL, а McDonnell Douglas — модификацию F-15 Eagle. Хотя оба самолёта боролись за одну и ту же роль, их подходы к проектированию значительно отличались. F-15E требовал минимальных изменений по сравнению с базовыми F-15B или D, в то время как F-16XL имел серьёзные конструктивные и аэродинамические отличия от оригинального F-16. Это делало F-16XL более сложным и дорогим в производстве. Кроме того, F-15E оснащался двумя двигателями, что обеспечивало ему большую максимальную взлётную массу и повышенную надёжность в случае отказа одного из двигателей.
В феврале 1984 года ВВС США заключили контракт с McDonnell Douglas. Два F-16XL были возвращены ВВС и помещены на хранение на авиабазе Эдвардс. В случае победы General Dynamics, F-16XL был бы запущен в производство под обозначением F-16E/F (E — одноместный, F — двухместный).

## Конструкция

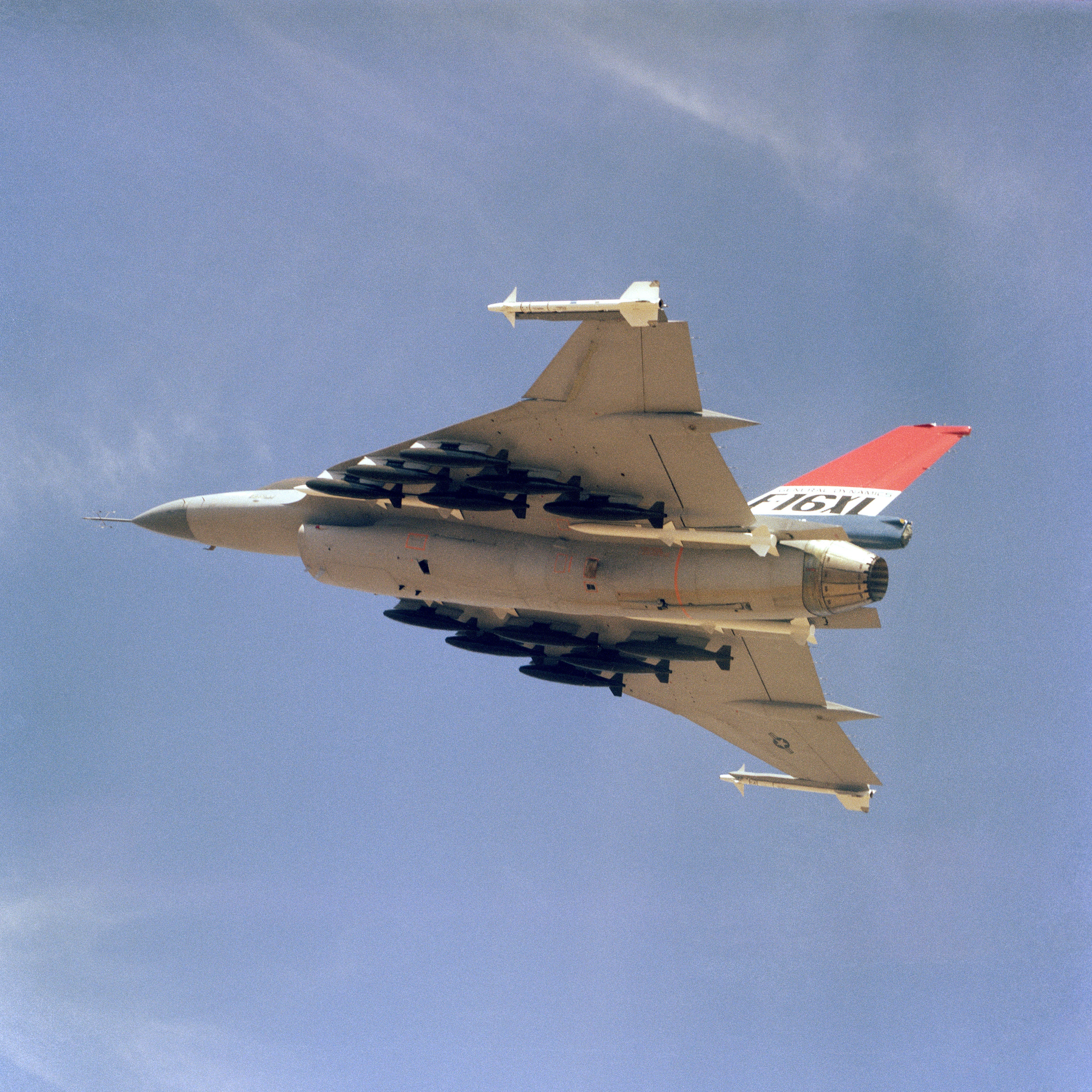
F-16XL с 500-фунтовыми бомбами

Крыло и горизонтальное оперение базового F-16A были заменены на треугольное крыло типа «изогнутая стрела», площадь которого на 115 % больше исходного. Широкое использование композитных материалов на основе углепластика позволило снизить вес на 595 фунтов (270 кг), однако F-16XL-1 и XL-2 оказались на 4100 фунтов (1900 кг) и 5600 фунтов (2500 кг) тяжелее соответственно, чем оригинальный F-16A.
Фюзеляж был удлинён на 56 дюймов (140 см) за счёт добавления двух секций на стыках основных узлов. В новой конструкции крыла хвостовую часть пришлось наклонить вверх на 3,16°, а подфюзеляжные стабилизаторы удалить, чтобы избежать их повреждения при взлёте и посадке. F-16XL-2 также получил увеличенный воздухозаборник, который позже был использован в более поздних модификациях F-16.
Эти изменения привели к улучшению аэродинамического качества на 25 % на сверхзвуковых скоростях, сохраняя при этом сопоставимые характеристики на дозвуковых. Внутренний запас топлива увеличился на 4350 фунтов (1970 кг), что на 65 % больше, чем у F-16A. F-16XL мог нести в два раза больше боеприпасов, чем F-16A, и доставлять их на 50 % дальше. Увеличенное крыло и усиленные узлы подвески позволили создать гибкую конфигурацию полезной нагрузки.

## Испытания в НАСА

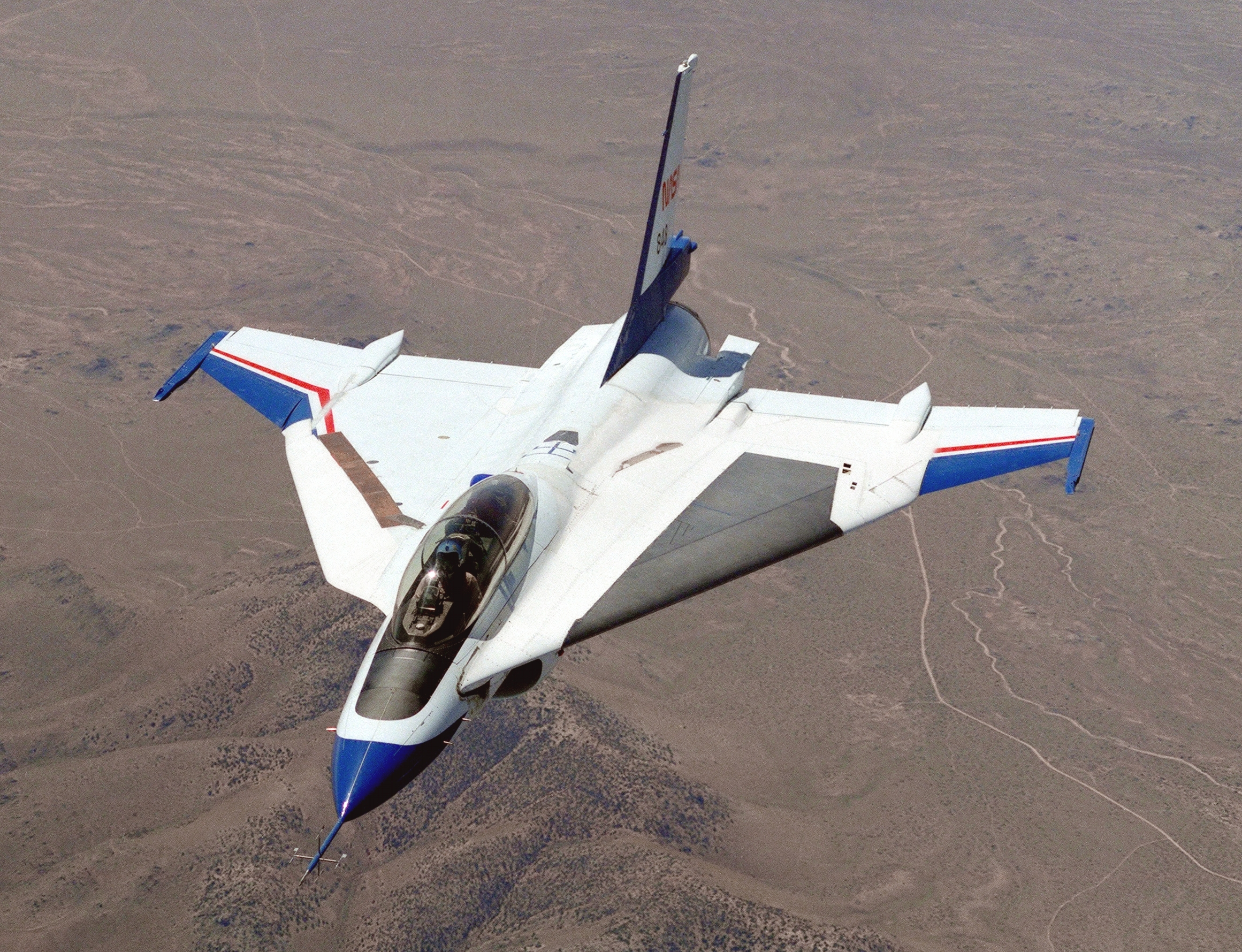
F-16XL-2 в испытаниях НАСА

В 1988 году два самолёта были переданы Лётно-исследовательскому центру НАСА имени Армстронга для исследований сверхзвукового ламинарного течения в рамках программы высокоскоростного гражданского транспорта. F-16XL считался идеальным для этих испытаний благодаря своей аэродинамической схеме и способности летать на больших высотах с высокой скоростью. Испытания проводились совместно с промышленными партнёрами, включая Boeing, McDonnell Douglas и Rockwell International.
F-16XL-1 был оснащён активной аэродинамической насадкой на левом крыле, которая использовала систему всасывания для уменьшения турбулентности и восстановления ламинарного течения. F-16XL-2 получил более мощный двигатель General Electric F110-129 и достиг ограниченной сверхзвуковой крейсерской скорости без использования форсажа.
Несмотря на значительный прогресс, ни один из самолётов не достиг запланированных характеристик ламинарного течения на сверхзвуковых скоростях. Тем не менее, программа испытаний была признана успешной.

## Экспонаты
75-0747 — Музейный авиапарк, Музей летного центра ВВС, авиабаза Эдвардс, Калифорния.
75-0749 — на хранении в Музее летного центра ВВС, авиабаза Эдвардс, Калифорния.

## Технические характеристики (F-16XL № 2)
Общие характеристики
Экипаж: 1 (XL № 1) или 2 (XL № 2)
Длина: 54 фута 2 дюйма (16,51 м)

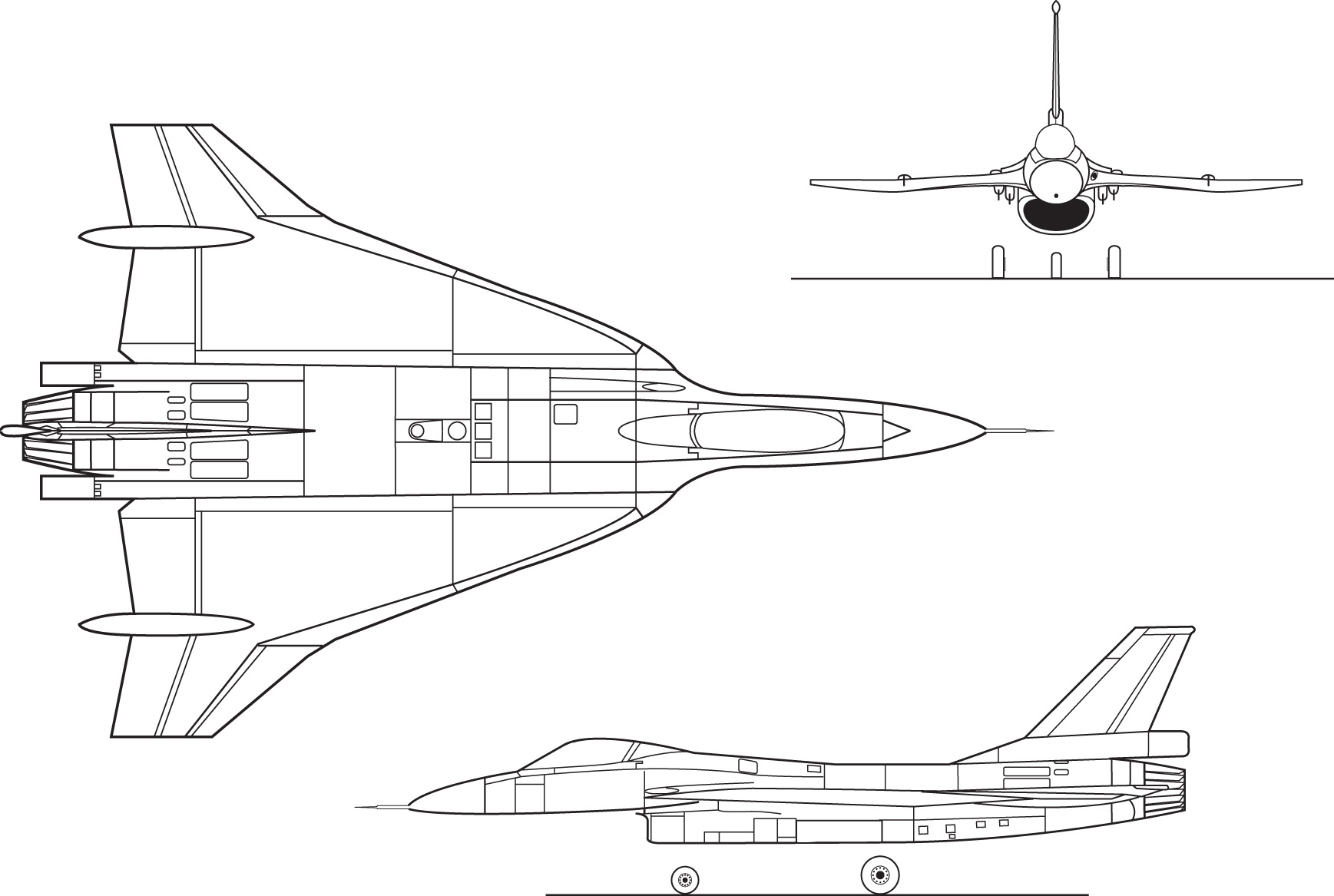

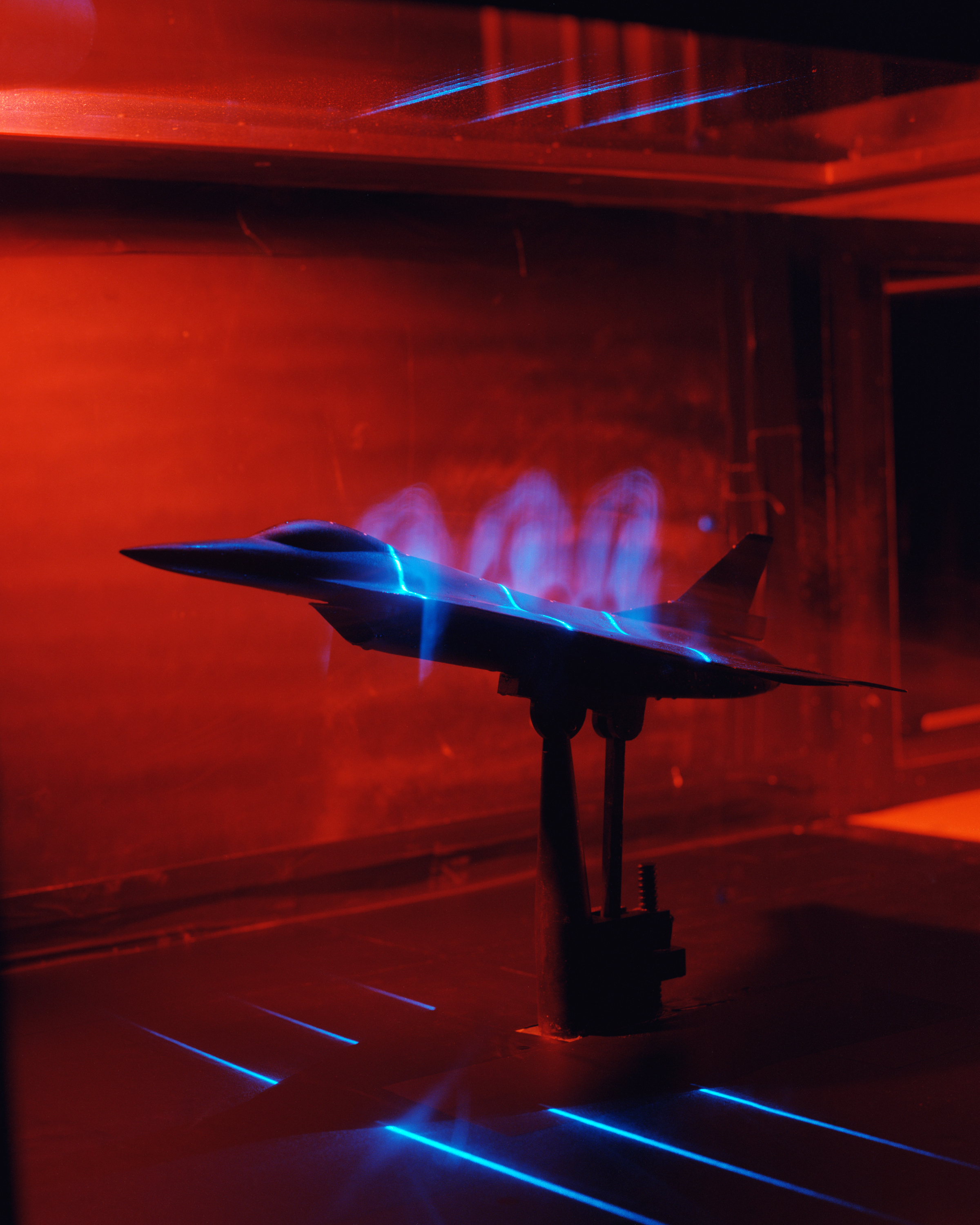
Лазеры освещают поток воздуха над моделью F-16XL в аэродинамической трубе НАСА

Размах крыла: 32 фута 5 дюймов (9,88 м) (34 фута 3 дюйма (10,44 м) с AIM-9 на законцовке крыла)
Высота: 17 футов 7 дюймов (5,36 м)
Площадь крыла: 663 кв. фута (61,6 м²)
Масса пустого: 21 157 фунтов (9 600 кг)
Максимальная взлётная масса: 48 000 фунтов (21 800 кг)
Двигатель: 1 × турбовентиляторный двигатель General Electric F110-GE-100, тяга 17 100 фунтов силы (76 кН), с форсажем — 28 900 фунтов силы (129 кН)
Лётные характеристики
Максимальная скорость: 2,0 Маха (2 450 км/ч)
Дальность: 2 285 миль (3 675 км)
Практический потолок: 55 000 футов (16 750 м)
Скорость набора высоты: 62 000 футов/мин (310 м/с)
Вооружение
Пушка: 1 × 20-мм M61 Vulcan
Точки подвески: 17, с максимальной нагрузкой до 15 000 фунтов (6 800 кг)

### Сопутствующее развитие
- General Dynamics F-16 Fighting Falcon

### Самолеты сопоставимой роли, конфигурации и эпохи
- McDonnell Douglas F-15E Strike Eagle